# 木川智
木川智（きがわ さとし、1983年-）は日本の政治運動家。民族派団体花瑛塾塾長。法政大学卒業。國學院大學中退。任侠右翼団体大行社所属していたが、2016年11月付けで大行社から除名処分となった。2004年に大成建設襲撃事件を起こした。

## 大成建設襲撃
2004年11月、木川は大成建設に乗り込み受付で拳銃で1発発砲した。その後応接室に立てこもるが駆けつけた警察官によって逮捕される。大成建設をはじめ、ゼネコン11社が北朝鮮に拉致された被害者を無視し、北朝鮮のインフラ整備を請け負う為に現地へ調査などを派遣し始めた姿勢に憤りを感じた上での抗議だった。

## 略歴
- 2002年 - 大行社入社
- 2004年 - 大成建設襲撃事件を勃発
- 2009年 - 出所。本部理事
- 2010年 - 本部常任理事
- 2011年 - 青年隊長
- 2012年 - 本部専務理事
- 2013年 - 大行塾再興塾長・運動部長
- 2014年 - 本部役員
- 2016年 - 大行社除名
- 2017年 - 民族の国際的連帯を目指す団体「花瑛（かえい）塾」を設立[3]